# نقض حقوق دانشجویان در جمهوری اسلامی ایران
حقوق شمار چشمگیری از دانشجویان توسط نظام جمهوری اسلامی ایران نقض شده‌است که از سوی برخی از رسانه‌های خبری و سازمان‌های پشتیبان حقوق بشر گزارش شده‌است و در این مقاله بخش‌هایی از آن گزارش‌ها آمده‌است.

## پیشینهٔ نقض حقوق دانشجویان
جنبش دانشجویی ایران، مانند جنبش‌ها و گروه‌های کارگران، زنان، نویسندگان و روزنامه‌نگاران…، از جایگاه مهمی در جامعه ایران، برخوردار است؛ با این حال، در نظام جمهوری اسلامی ایران، حقوق انسانی دانشجویانِ به ویژه دگراندیش و منتقد، مانند حقوق گروه‌های معترض دیگر، همچون: نویسندگان، شاعران، روشنفکران، هنرمندان، روزنامه‌نگاران، آموزگاران، کارگران، اقلیت‌های قومی و دینی، وکیلان، فعالان حقوق بشر و زنان…، نقض می‌شود.
روند سرکوب جنبش دانشجویی ایران در دهه ۹۰، از دهه ۸۰، شدیدتر بوده‌است.

## انقلاب فرهنگی
حکومت جمهوری اسلامی در راستای اسلامی‌سازی دانشگاه‌ها، از سال ۱۳۵۹ تا ۱۳۶۲، به اخراج و سرکوب حتی خونین دانشگاهیان ایران پرداخت که در پی آن، دانشگاه‌های سراسر کشور تا چند سال، تعطیل شدند و دانشجویان و استادان (دگراندیش، چپ (کمونیست)، بهائی... و هوادار حکومت پهلوی)، از دانشگاه‌ها اخراج شدند. در این رخداد، سه تن از دانشجویان، کشته شده و صدها تن نیز زخمی گشتند.

## حمله به کوی دانشگاه در ۱۳۷۸
در پی سرکوب اعتراضات دانشجویان در کوی دانشگاه از ۱۸ تا ۲۳ تیر ۱۳۷۸، ۷ دانشجو، کشته یا ناپدید شدند. و بیش از ۴۰۰ دانشجو نیز زخمی شدند.

## سرکوب اعتراضات سراسری سال ۱۳۸۸
در اعتراضات سراسری سال ۱۳۸۸ (تا ۱۳۹۰)، شمار قابل توجهی از دانشجویان معترض به همراه مدافعان حقوق بشر، روزنامه‌نگاران، زنان و کارگران…، سرکوب، بازداشت، زخمی و کشته شدند.

### حمله به کوی دانشگاه در خرداد ۱۳۸۸
در اعتراضات کوی دانشگاه در روز ۲۵ خرداد ۱۳۸۸ نیز چند تن از دانشجویان، کشته شدند.

### سرکوب اعتراضات سراسری آذر ۱۳۸۸
ده‌ها هزار نفر از مردم به همراه دانشجویان (دانشگاه‌های تهران، امیر کبیر، هنر، شریف، علم و صنعت، خواجه نصرالدین طوسی و آزاد اسلامی…)، در اعتراضات سراسری ۱۶ آذر ۱۳۸۸ (روز دانشجو/جنبش سبز ایران) حضور یافتند
که این اعتراضات تا ۱۸ آذر ادامه یافت
و سرانجام (مانند جنبش‌های اعتراضی دیگر)، سرکوب شد.

### آمار نقض حقوق دانشجویان از ۱۳۸۸ تا ۱۳۹۰
تنها در درازای دو سال یعنی از فروردین ۱۳۸۸ تا شهریور ۱۳۹۰ (در دوره جنبش سبز ایران) در بیش از ۲٫۰۰۰ مورد، حقوق دانشجویان، نقض شده و نیز فضای دانشگاه‌ها پادگانی و امنیتی گردید.

### در خیزش ۱۴۰۱
در خیزش ۱۴۰۱ ایران، دست‌کم ۶۰٫۰۰۰ تن، از جمله، ۶۸۷ دانشجو بازداشت شدند.

#### اعتراض به حملات شیمیایی به مدارس
- در ۱۶ اسفند ۱۴۰۱ برخی از دانشجویان، معلمان و نیز فعالان مدنی و سیاسی به دلیل اعتراض به مسمومیت‌های سریالی بازداشت شدند.[۲۶]
- در ۲۱ اسفند ۱۴۰۱ ده‌ها دانشجو به دلیل اعتراض به مسمومیت زنجیره‌ای در مدارس دخترانه ایران، ممنوع ورود شدند.[۲۷]

## کشتار
1. در پی حمله به کوی دانشگاه تهران (۱۳۷۸)، ۷ تن[۲۸][۲۹] از دانشجویان، از جمله: عزت‌الله ابراهیم‌نژاد، فرشته علیزاده،[۳۰][۳۱][۳۲] و تامی حامی‌فر[۳۳][۳۴] کشته شدند.
2. در پی اعتراضات سال ۱۳۸۸، شماری از دانشجویان، همچون: فاطمه براتی، کسری شرفی، مبینا احترامی، کامبیز شعاعی و محسن ایمانی… کشته شدند.[۳۵][۳۶]
3. همچنین در جریان حمله به کوی دانشگاه تهران (۱۸–۲۳ تیر ۱۳۷۸)، سعید زینالی به دست مأموران امنیتی، ربوده و برای همیشه ناپدید شد.[۳۷][۳۸] مأموران امنیتی در برابر پافشاری پدر و مادر سعید زینالی برای آگاهی از وضعیت فرزندشان گفتند که چرا دنبال دو پاره استخوان می‌گردید؟![۳۹]

## احضار، بازداشت، زندان و شکنجه

### مردان
1. در سال ۱۳۸۸، ایمان صدیقی و محسن برزگر و نیما نحوی، هر یک به ۱۰ ماه حبس تعزیری و ۵ سال محرومیت از تحصیل در دانشگاه نوشیروانی بابل، محکوم شدند.[۱۳]
2. در سال ۱۳۸۸، بهرام واحدی، سهند واحدی،سورنا هاشمی، آرش رایجی، پیام شکیبا و محمدحسن جنیدی از دانشجویان دانشگاه زنجان، هر یک به یک سال زندان، محکوم شدند.[۱۳]
3. در سال ۱۳۸۸، عبدالله نژاد، وکیل دادگستری و دانشجوی کارشناسی ارشد حقوق به ۲۸ ماه حبس محکوم شد.[۱۳]
4. در سال ۱۳۸۸، سهراب کریمی، دانشجوی دانشگاه آزاد اسلامی واحد جنوب تهران به پرداخت دو میلیون و یک صد هزار تومان جزای نقدی بدل از ۲ سال زندان و ۷۴ ضربه شلاق محکوم شد.[۱۳]
5. در سال ۱۳۸۸، مسعود علوی، دانشجوی دانشگاه آزاد ارومیه به دو ترم تعلیق توسط دانشگاه و دویست هزار تومان جزای نقدی و سی ضربه شلاق محکوم شد.[۱۳]
6. احسان منصوری، به اتهام انتشار کاریکاتور موهن در یکی از نشریات دانشجویی، به دو سال حبس، محکوم شد.[۴۰]
7. در سال ۱۳۸۸، محمد صیادی، دبیر سیاسی پیشین انجمن اسلامی دانشجویان همدان، در دادگاه تجدید نظر، به ۲ سال حبس تعذیری، محکوم شد.[۱۳]
8. در سال ۱۳۸۸، علی‌رضا فیروزی، دانشجوی دانشگاه زنجان، به یک سال و چهار ماه زندان، محکوم شد.[۱۳]
9. در سال ۱۳۸۸، وریا مروتی، دانشجوی دانشگاه پیام نور بیجار، از سوی دادگاه تجدید نظر استان کردستان، به یک سال زندان، محکوم شد.[۱۳]
10. در سال ۱۳۸۸، کاوه رضایی، عضو شورای مرکزی انجمن اسلامی دانشگاه بوعلی همدان به ۱۸ ماه حبس تعزیری، محکوم شد.[۱۳]
11. در سال ۱۳۸۸، علی کانطوری به ۳۲ ماه حبس، محکوم شد.[۱۳]
12. در سال ۱۳۸۸، محمد اسماعیل‌زاده، دانشجوی دانشگاه پیام نور بابل و وبلاگ‌نویس، به ۹۱ روز حبس تعزیری و نیز به اتهام اقدام علیه امنیت ملی و حضور در تجمعات، به ۱۰ ماه حبس تعلیقی، محکوم شد.[۱۳]
13. در سال ۱۳۸۸، احسان منصوری، دانشجوی دانشگاه امیر کبیر که مدت زیادی را در زندان گذراند، از دانشگاه اخراج شد. او در زمان برگزاری امتحانات، ممنوعِ ورود شد.[۱۳]
14. در سال ۱۳۸۸، هدایت غزالی و صباح نصری، دو دانشجوی کُرد که پس از تحمل یک سال و نیم حبس، از زندان آزاد شدند، از ادامه تحصیل، بازماندند.[۱۳]
15. نریمان مصطفوی، یکی از دانشجویانی است در سال ۱۳۸۸، در زندان بود.[۱۳]

### بانوان
1. بهاره هدایت، مهدیه گلرو و مجید توکلی، سه تن از ده‌ها دانشجوی زندانی اعتراضات سراسری سال ۱۳۸۸ هستند.[۴۱]
2. نازنین محمدنژاد؛ دانشجو، نویسنده، شاعر و زندانی عقیدتی که فقط به دلیل نوشته‌های انتقادی‌اش در زمینهٔ حقوق بشر در ایران، از جمله، دربارهٔ حقوق زنان و حقوق کارگران، در پی یورش مأموران سازمان اطلاعات سپاه پاسداران انقلاب اسلامی، بازداشت و زندانی شد.[۴۲][۴۳]
3. در سال ۱۳۸۸، معصومه (ایران) منصوری، دانشجوی علوم کامپیوتر دانشگاه امیرکبیر به ۱۰ سال زندان و تبعید به زندان قزل حصار، محکوم شد.[۱۳]

### موارد دیگر
1. در سال ۱۳۸۸ خورشیدی، دانشجویان متحصن دانشگاه بابل، به هنگام ورود به دانشگاه، مورد ضرب و شتم قرار گرفتند.[۱۳]

## محرومیت و ممنوعیت تحصیلی، سیاسی و اجتماعی

### ممنوعیت تحصیلی دانشجویان دگراندیش، دین‌ناباور، نوکیش و غیر کتابی
در حکومت جمهوری اسلامی، همه بهائیان از حق تحصیل در دانشگاه محرومند. دیوان عدالت اداری تأکید کرده که بهائیان در ایران، حق تحصیل در دانشگاه را ندارند.
افزون بر بهائیان، دین‌گرایان غیر کتابی دیگر و نیز انسانهای دین‌ناباور (فرادینی) نیز از جهت قانونی، حق تحصیل در دانشگاه را ندارند.

### مردان
1. در سال ۱۳۸۷، بهرام واحدی، دانشجوی مهندسی برق دانشگاه زنجان و دبیر انجمن اسلامی دانشجویان که در پی تحصن خردادماه در این دانشگاه با حکم کمیته آموزشی، اخراج شد.[۴۷][۴۸]
2. در سال ۱۳۸۷، سورنا هاشمی و علی‌رضا فیروزی، اعضای انجمن اسلامی دانشگاه زنجان که در پی تحصن خردادماه در این دانشگاه به کمیته انضباطی احضار شده بودند، با عدم صدور مجوز برای ثبت‌نام در سال تحصیلی جاری مواجه شده و مسئولان دانشگاه از هرگونه پاسخگویی در این رابطه خودداری ورزیده‌اند.[۴۹][۵۰]
3. در سال ۱۳۸۸، سیاوش سلیمی‌نژاد و علی‌تقی پور، هر یک به ۱۰ ماه حبس تعلیقی و ۵ سال محرومیت از تحصیل در این دانشگاه، محکوم شدند.[۱۳]
4. علی قلی‌زاده، بهزاد جدی، ابراهیم شهبازی و شهرام شوقی از تحصیل در مقطع کارشناسی ارشد، محروم شدند.[۱۳]
5. در سال ۱۳۸۸، مجید توکلی و احمد قصابان، برای ادامه تحصیل با مشکل، روبه‌رو شدند.[۱۳]
6. در سال ۱۳۸۸، سیامن غیاثی، دانشجوی علوم پایه دانشگاه رازی کرمانشاه، با حکم کمیته انضباطی، اخراج شد.[۱۳]
7. در پی اعتراضات سراسری سال ۱۳۸۸، بهاره هدایت، مهدی عرب‌شاهی، میلاد اسدی، فرید هاشمی و امین نظری، سعید فیض‌الله‌زاده، مجید دری، تحصیل دانشگاه، محروم شدند.[۱۳]
8. در سال ۱۳۸۸، محمد پورعبدالله، دانشجوی مهندسی شیمی دانشگاه تهران، در زندان قزل حصار، در حال گذران حبس است.[۱۳]

### بانوان
1. در سال ۱۳۸۸ مهدیه گلرو از تحصیل در دانشگاه طباطبایی، محروم شده و به دادگاه انقلاب احضار شد.[۱۳]
2. لیلا صحت از تحصیل در مقطع کارشناسی ارشد، محروم شدند.[۱۳]

### موارد دیگر
1. در سال ۲۰۱۷ میلادی، ده‌ها تن از دانشجویان، از حق تحصیل در دانشگاه، محروم شدند.[۵۱]
2. به گفته جامعه جهانی بهائی در سال ۱۳۸۶ خورشیدی دانشجویان بهائی از دانشگاه‌های ایران اخراج شدند.[۵۲]

## توقیف نشریات دانشجویی
- در سال ۱۳۸۸ خورشیدی، چند نشریه دانشجویی به نام‌های «گلاوژ»، «هفت نون»، «روزنه» و «گچ پژ»، تا یک سال، توقیف شدند.[۱۳]

## فعالیت‌ها و اعتراضات دانشجویان
1. اعتراضات دانشجویی از ۱۸ تا ۲۳ تیر ۱۳۷۸؛
2. اعتراضات دانشجویی در ۲۵ خرداد ۱۳۸۸؛
3. در ۱۶ آذر ۱۳۹۸، گروهی از دانشجویان، از اعتراضات سراسری آبان ۱۳۹۸-که در پی آن، ۱۵۰۰ تن کشته شدند[۵۳][۵۴][۵۵][۵۶]-پشتیبانی کردند.[۵۷]
4. اعتراضات ۱۳۹۸ دانشجویان ایران
5. اعتراضات ۱۴۰۱ دانشجویان ایران و روزشمار اعتراضات ۱۴۰۱ دانشجویان ایران

## واکنش‌ها و اعتراضات دیگران به سرکوب دانشجویان
- سازمان تربیتی، علمی و فرهنگی ملل متحد (یونسکو) در گزارشی، از حملات بر ضد دانشجویان، معلمان و استادان دانشگاه در ۳۲ کشور، از جمله، ایران انتقاد کرد.[۵۸]